# Nāḩiyat al Fākhūrah
Nāḩiyat al Fākhūrah (arabiska: ناحية الفاخورة) är ett subdistrikt i Syrien.   Det ligger i provinsen Latakia, i den västra delen av landet, 220 km norr om huvudstaden Damaskus.
Trakten runt Nāḩiyat al Fākhūrah består till största delen av jordbruksmark. Runt Nāḩiyat al Fākhūrah är det tätbefolkat, med 493 invånare per kvadratkilometer.